# 圣热尼拉瓦勒
圣热尼拉瓦勒（法語：Saint-Genis-Laval，法語發音：[sɛ̃ ʒəni laval]）是法国里昂大都会的一个市镇，属于里昂区。

## 地理
圣热尼拉瓦勒（45°41'43"N, 4°47'35"E）面积12.92 平方千米，位于法国奥弗涅-罗讷-阿尔卑斯大区里昂大都会，后者为法国的一个特殊地位集体，自2015年脱离罗讷省成立，位于法国中东部，中心城市为里昂。
与圣热尼拉瓦勒接壤的市镇（或旧市镇、城区）包括：布里涅、沙波诺、沙尔利、伊里尼、武尔勒、乌兰-皮埃尔贝尼特。
圣热尼拉瓦勒的时区为UTC+01:00、UTC+02:00（夏令时）。

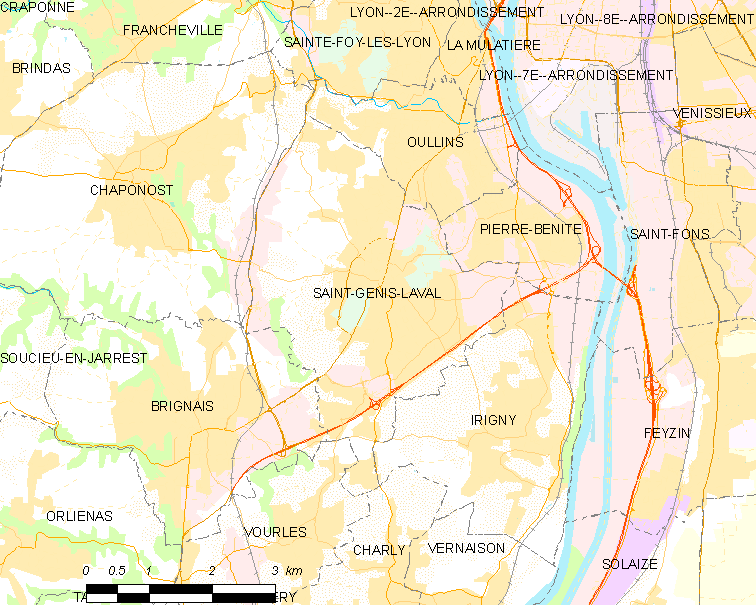
圣热尼拉瓦勒的OSM定位图

## 行政
圣热尼拉瓦勒的邮政编码为69230，INSEE市镇编码为69204。

## 政治
圣热尼拉瓦勒的现任市长为玛丽莱娜·米耶（Marylène Millet）女士，任期为2020-2026年。

## 人口

1962-2008年间圣热尼拉瓦勒人口变化图示

圣热尼拉瓦勒于2022年1月1日时的人口数量为21329人。